# قتاد فصلي
القَتَاد الفصلي (باللاتينية: Astragalus trimestris) نوع نباتي عشبي من جنس القتاد.

## البيئة والانتشار
موطنه بلاد الشام ومصر.

## مرادفات للاسم العلمي
- (باللاتينية: Astragalus aegiceras Willd. (provisional))
- (باللاتينية: Astragalus uncatus L.)